# NGC 2862
NGC 2862 est une vaste galaxie spirale située dans la constellation du Lion. Sa vitesse par rapport au fond diffus cosmologique est de 4 352 ± 19 km/s, ce qui correspond à une distance de Hubble de 64,2 ± 4,5 Mpc (∼209 millions d'al). NGC 2862 a été découverte par l'astronome prussien Heinrich d'Arrest en 1863.

## Caractéristiques
Sa vitesse par rapport au fond diffus cosmologique est de 4 352 ± 19 km/s, ce qui correspond à une distance de Hubble de 64,2 ± 4,5 Mpc (∼209 millions d'al).
À ce jour, sept mesures non basées sur le décalage vers le rouge (redshift) donnent une distance de 64,429 ± 4,978 Mpc (∼210 millions d'al), ce qui est à l'intérieur des valeurs de la distance de Hubble. 
La galaxie NGC 2862 présente une large raie HI et c'est une galaxie du champ, c'est-à-dire qu'elle n'appartient pas à un amas ou un groupe et qu'elle est donc gravitationnellement isolée. NGC 2721 est aussi une galaxie active de type Seyfert.